# لاري كيج
لاري كيج (بالإنجليزية: Larry Gage)‏ (10 سبتمبر 1922 - 1 يناير 1996) هو لاعب كرة قدم بريطاني (وحمل سابقاً جنسية المملكة المتحدة لبريطانيا العظمى وأيرلندا) في مركز حراسة المرمى. لعب مع نادي فولهام ونادي ليتون أورينت ونادي ألدرشوت.